# Železniční stanice Bejt Šemeš

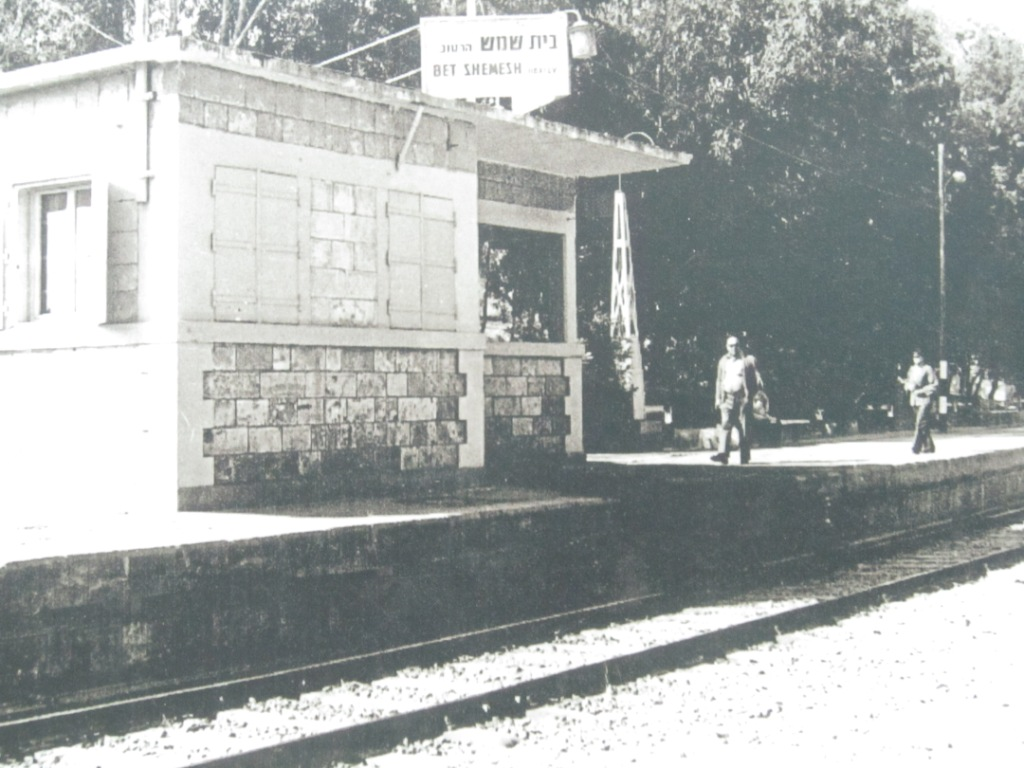
Původní budova železniční stanice

Železniční stanice Bejt Šemeš (hebrejsky: תחנת הרכבת בית שמש, Tachanat ha-rakevet Bejt Šemeš) je železniční stanice na železniční trati Tel Aviv-Jeruzalém v Izraeli.
Leží na severním okraji města Bejt Šemeš v údolí toku Sorek na západním okraji Judských hor, v nadmořské výšce cca 210 metrů. Je situována v ulici he-Charaš. Severně a severovýchodně na ni navazuje průmyslová zóna.
V letech 1998-2005 procházela trať do Jeruzaléma rekonstrukcí a byla uzavřena. Provoz zde byl obnoven roku 2005. Stanice je obsluhována autobusovými linkami společnosti Egged. K dispozici jsou parkovací místa pro automobily, automaty na nápoje a veřejný telefon.